# Arena MRV
El Arena MRV, oficialmente llamado Estadio Presidente Elías Kalil, y popularmente conocido como Arena do Galo, es un estadio de fútbol ubicado en la ciudad de Belo Horizonte, estado de Minas Gerais, Brasil. El estadio, inaugurado oficialmente el 27 de agosto de 2023, posee una capacidad para 47.000 espectadores y es propiedad del Clube Atlético Mineiro.

## Historia
El proyecto de construcción de un nuevo estadio para albergar al equipo de fútbol del Atlético Mineiro se inició en septiembre de 2017, con la aprobación de su Consejo deliberante. La votación, en la sede del club en Lourdes, fue apoyada por 325 de los 337 consejeros, incluidos varios expresidentes del club como Ricardo Guimarães, Afonso Paulino, Ziza Valadades, Alexandre Kalil, entonces alcalde de Belo Horizonte y Rubens Menin, presidente de MRV Engenharia, socio comercial del Atlético, quien donó el terreno en el barrio California para la construcción de la arena.

## Financiamento
Para financiar el proyecto, que tendría un costo inicial de R$ 410 millones, el club vendió el 50,1% de su participación en el centro comercial Diamond Mall por R$ 250 millones. También como parte del acuerdo, MRV adquirió los derechos de denominación de la futura arena por R$ 60 millones por un período de diez años, con posibilidad de prórroga. El club también buscaba recibir R$ 100 millones por la venta de palcos y suites de lujo, con el 60% ya garantizado por el Banco BMG.

## Proyecto

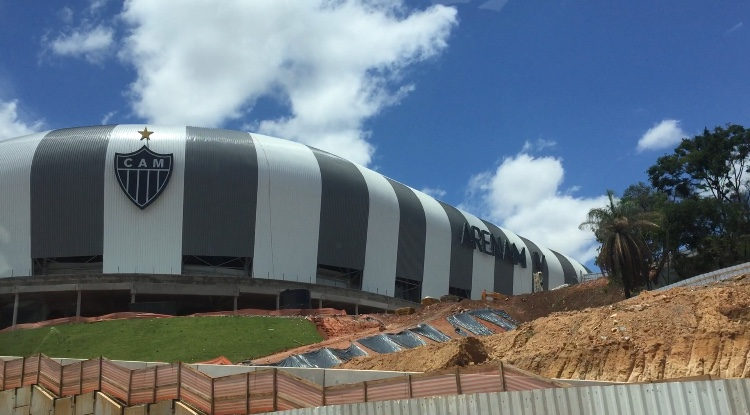
Exterior del estadio.

El estadio está ubicado en 56.000 metros cuadrados en la región Noroeste de la ciudad, a orillas de la Avenida Presidente Juscelino Kubitschek, cerca del Anillo Periférico y de la Estación de Metro Eldorado. La superficie total a construir es de 114.656,99 m², de los cuales el 35% estará ocupado por el ruedo, el 30% por la explanada, el 23% por zonas verdes preservadas y el 12% por "jardines en terreno natural y accesos pavimentados".
Se modificó la previsión de aforo del proyecto, pasando de 41.800 a 47.000 asientos, lo que lo situaría entre los diez estadios más grandes del país al momento de su finalización y el sexto estadio privado más grande.
Los grandes espectáculos serán únicamente en la zona interior del recinto, con un sistema acústico específico de capas aislantes y tejas perforadas para mejorar la acústica y proteger la salida sonora. No se realizarán espectáculos en la zona exterior, en la explanada, del estadio. El escenario de los grandes espectáculos está siempre al norte, mirando al sur, de cara a la Autopista. 
El proyecto fue diseñado por el arquitecto Bernardo Farkasvölgyi, asesor del Club. Su aprobación pasó por discusiones en el Municipio de Belo Horizonte , donde fue aprobado por unanimidad por el pleno un proyecto de ley sobre la desafectación de áreas públicas con el fin de repartir la tierra. Previo a la consideración del Pleno, el proyecto pasó por las comisiones temáticas de Legislación y Justicia, Medio Ambiente, Administración Pública y Presupuesto y Finanzas Públicas.

## Construcción
El 20 de abril de 2020 marcó el inicio de las obras del nuevo estadio. A una pequeña ceremonia asistieron diez personas aplaudiendo la entrada de las primeras excavadoras en el sitio. El país ya estaba experimentando restricciones sanitarias por la pandemia del COVID-19, y las actividades continuarían respetando las determinaciones de los órganos de salud y la legislación municipal y estatal vigente, con todos los empleados trabajando con mascarillas y siguiendo los protocolos de seguridad e higiene para tratar de prevenir la propagación del nuevo coronavirus. Una licitación definió a Racional Engenharia Ltda como la constructora responsable de las obras.

## Inauguración
El 15 de abril de 2023 tuvo lugar una inauguración protocolar el estadio con la asistencia de alrededor de 9.000 espectadores. El 16 de julio, el recinto acogió un partido entre equipos formados por exjugadores del Atlético entre ellos Dadá Maravilha que realizó el puntapié inicial.
El 27 de agosto de 2023, el Atlético Mineiro debutó oficialmente en el estadio, venciendo al Santos por 2-0, por la jornada 21 del Campeonato Brasileiro Série A, con el delantero Paulinho anotando el primer gol oficial.